# Mitama
 (juillet 2023).
La mise en forme du texte ne suit pas les recommandations de Wikipédia : il faut le « wikifier ».
Les points d'amélioration suivants sont les cas les plus fréquents. Le détail des points à revoir est peut-être précisé sur la page de discussion.
- Les titres sont pré-formatés par le logiciel. Ils ne sont ni en capitales, ni en gras.
- Le texte ne doit pas être écrit en capitales (les noms de famille non plus), ni en gras, ni en italique, ni en « petit »…
- Le gras n'est utilisé que pour surligner le titre de l'article dans l'introduction, une seule fois.
- L'italique est rarement utilisé : mots en langue étrangère, titres d'œuvres, noms de bateaux, etc.
- Les citations ne sont pas en italique mais en corps de texte normal. Elles sont entourées par des guillemets français : « et ».
- Les listes à puces sont à éviter, des paragraphes rédigés étant largement préférés. Les tableaux sont à réserver à la présentation de données structurées (résultats, etc.).
- Les appels de note de bas de page (petits chiffres en exposant, introduits par l'outil «  Source ») sont à placer entre la fin de phrase et le point final[comme ça].
- Les liens internes (vers d'autres articles de Wikipédia) sont à choisir avec parcimonie. Créez des liens vers des articles approfondissant le sujet. Les termes génériques sans rapport avec le sujet sont à éviter, ainsi que les répétitions de liens vers un même terme.
- Les liens externes sont à placer uniquement dans une section « Liens externes », à la fin de l'article. Ces liens sont à choisir avec parcimonie suivant les règles définies. Si un lien sert de source à l'article, son insertion dans le texte est à faire par les notes de bas de page.
- La présentation des références doit suivre les conventions bibliographiques. Il est recommandé d'utiliser les modèles {{Ouvrage}}, {{Chapitre}}, {{Article}}, {{Lien web}} et/ou {{Bibliographie}}. Le mode d'édition visuel peut mettre en forme automatiquement les références.
- Insérer une infobox (cadre d'informations à droite) n'est pas obligatoire pour parachever la mise en page.

Pour une aide détaillée, merci de consulter Aide:Wikification.
Si vous pensez que ces points ont été résolus, vous pouvez retirer ce bandeau et améliorer la mise en forme d'un autre article.
Le mot japonais mitama (御魂・御霊・神霊, 'esprit honorable') fait référence à l'esprit d'un kami ou à l'âme d'une personne décédée. Il est composé de deux caractères dont le premier, mi (御, honorable) , est simplement un titre honorifique. Le second, tama (魂・霊)  signifie "esprit". La paire de caractères 神霊, également lue comme mitama, est utilisée exclusivement pour désigner l'âme d'un kami. Notamment, le terme mitamashiro (御魂代?, "qui représente le mitama") est synonyme de shintai, des objets qui, dans un sanctuaire shinto, contiennent des kami consacrés.
Les premières définitions japonaises de mitama, développées plus tard par de nombreux penseurs comme Motoori Norinaga, soutiennent qu'il se compose de plusieurs "âmes", relativement indépendantes les unes des autres. Le plus développé est l'ichirei shikon (一霊四魂) , une théorie shinto selon laquelle l'esprit (霊魂, reikon) des kami et des êtres humains se compose d'un esprit entier et de quatre sous- âmes. Les quatre âmes sont l'ara-mitama (荒御霊・荒御魂, âme malpolie) , le nigi-mitama (和御霊・和御魂, âme harmonieuse) , le saki-mitama (幸御魂, âme heureuse)  et le kushi-mitama (奇御霊・奇御魂, âme mystérieuse).
Selon la théorie, chaque âme qui compose l'esprit a son propre caractère et sa propre fonction ; ils existent tous simultanément, se complétant. Dans le Nihon Shoki, la divinité Ōnamuchi (Ōkuninushi) rencontre en fait ses kushi-mitama et saki-mitama sous la forme de Ōmononushi, mais ne les reconnaît même pas. Les quatre semblent d'ailleurs avoir une importance différente, et différents penseurs ont décrit différemment leur interaction.

## Ara-mitamaetnigi-mitama

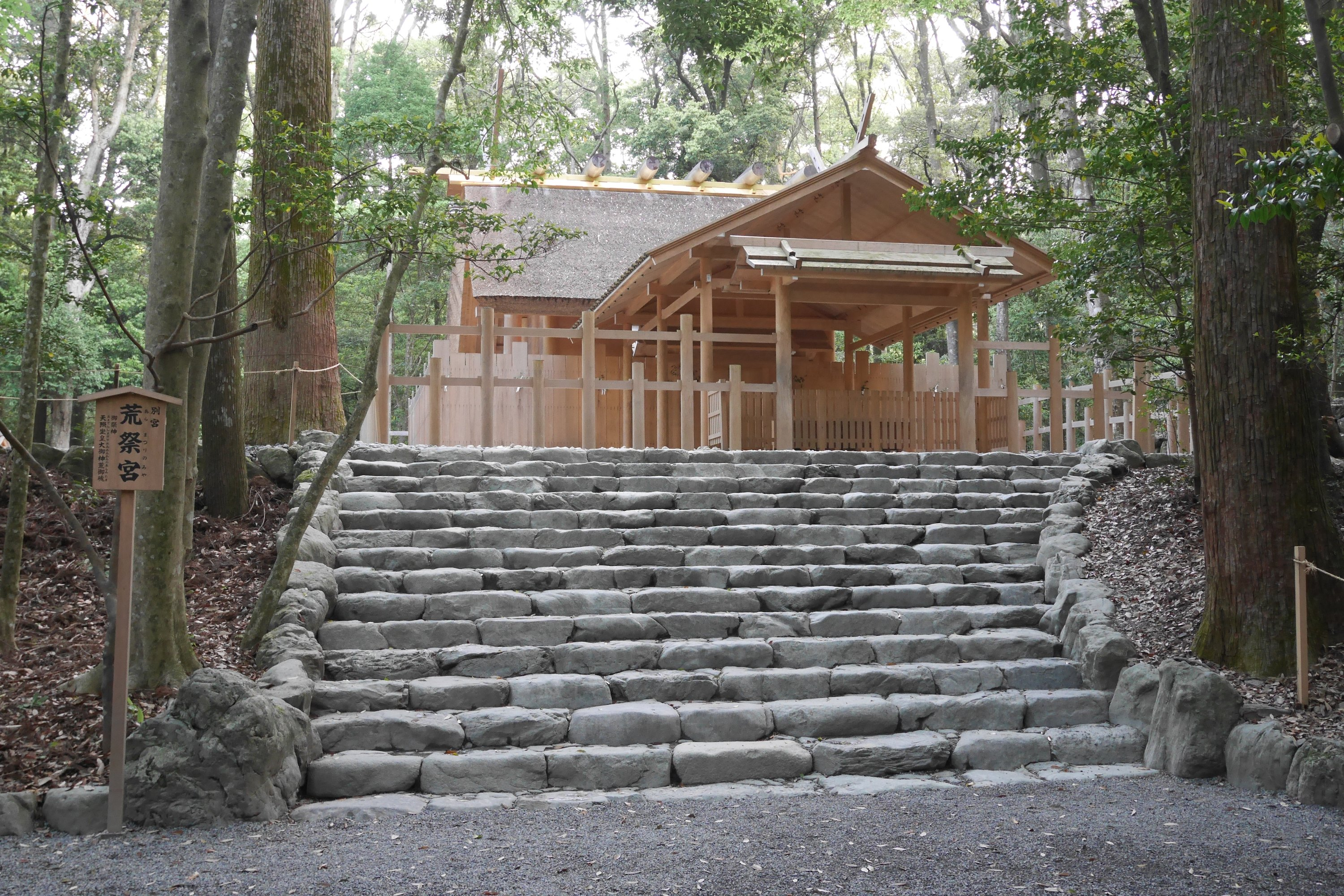
On dit que l'Aramatsuri-no-miya du sanctuaire d'Ise consacre lara-mitama d'Amaterasu

L'Ara-Mitama (荒魂, lit. "Âme sauvage") est le côté rude et violent d'un esprit. La première apparition d'un kami est comme un ara-mitama, qui doit être pacifié avec des rites de pacification et un culte appropriés pour que le nigi-mitama puisse apparaître.
Le Nigi-Mitama (和魂, lit. "Âme tranquille") est l'état normal du kami, son côté fonctionnel, tandis que l'ara-mitama apparaît en temps de guerre ou de catastrophes naturelles. Ces deux âmes sont généralement considérées comme opposées, et Motoori Norinaga pensait que les deux autres n'étaient rien de plus que des aspects du nigi-mitama.
Ara-mitama et Nigi-mitama sont en tout cas des agents indépendants, dans la mesure où ils peuvent parfois être consacrés séparément dans des lieux et des shintai différents. Par exemple, le sanctuaire Sumiyoshi à Shimonoseki consacre l'ara-mitama des kami Sumiyoshi, tandis que Sumiyoshi Taisha à Osaka consacre le nigi-mitama. Le sanctuaire d'Ise possède un sous-sanctuaire appelé Aramatsuri-no-miya qui consacre l'ara-mitama d'Amaterasu. Atsuta-jingū a un sessha appelé Ichi-no-misaki Jinja pour son ara-mitama et un massha appelé Toosu-no-yashiro pour son nigi-mitama. Aucune consécration séparée du mitama d'un kami n'a eu lieu depuis la rationalisation et la systématisation du shinto déclenchées par la restauration de Meiji.

## Saki-mitama
Le Saki-Mitama (幸魂, lit. "Âme de Fortune"), le côté heureux et aimant d'un esprit entier et complet (mitama) ; est l'âme de la bénédiction et de la prospérité. Dans une scène du Nihon Shoki, le kami Ōnamuchi est décrit en conversation avec ses propres saki-mitama et kushi-mitama. Au sein du Shinto existe aussi l'idée que c'est l'âme qui apporte de bonnes récoltes et prises. Motoori Norinaga et d'autres pensent cependant que ce n'est rien de plus qu'une fonction du nigi-mitama.

## Kushi-mitama
Le Kushimitama (奇魂, lit. "Âme sage") est le côté sage et expérimenté d'un esprit entier et complet (mitama) ; "l'âme merveilleuse" qui apparaît avec le saki-mitama, l'âme qui fournit, qui est le pouvoir derrière la récolte. On dit qu'il a des pouvoirs mystérieux, qu'il provoque la transformation et qu'il est capable de guérir les maladies.

## Fête de Mitama
Une fête shinto largement célébré aux morts au Japon, en particulier au sanctuaire Yasukuni. Principalement à la mi-juillet.

## Dans la culture populaire
À Inuyasha, le joyau Shikon, également connu sous le nom de joyau des quatre âmes, que les quatre âmes décrites sont référencés comme les quatre Mitamas de la philosophie shintō de Naohi (直霊) : Aramitama (荒魂, Courage, lit. Âme sauvage), Nigimitama (和魂, Amitié, lit. Âme harmonieuse), Kushimitama (奇魂, Sagesse, lit. Âme mystérieuse) et Sakimitama (幸魂, Amour, lit. Âme chanceuse).
Ara-mitama a été contenu par Datara, à un moment il se met facilement en colère et utilise souvent Kamuitama pour invoquer de violentes tempêtes et sécheresses dans le jeu vidéo Nintendo DS, Inuyasha: Secret of the Divine Jewel.